# HC Přerov
Der HC ZUBR Přerov ist ein Eishockeyclub aus Přerov, der 1928 als Sportovní klub Přerov gegründet wurde. Der Verein nimmt seit 2015 am Spielbetrieb der zweitklassigen 1. Liga teil und trägt seine Heimspiele im 3.000 Zuschauer fassenden Winterstadion Přerov aus. Hauptsponsor und Namensgeber des Vereins ist seit 2006 die Brauerei ZUBR aus Přerov.

## Geschichte

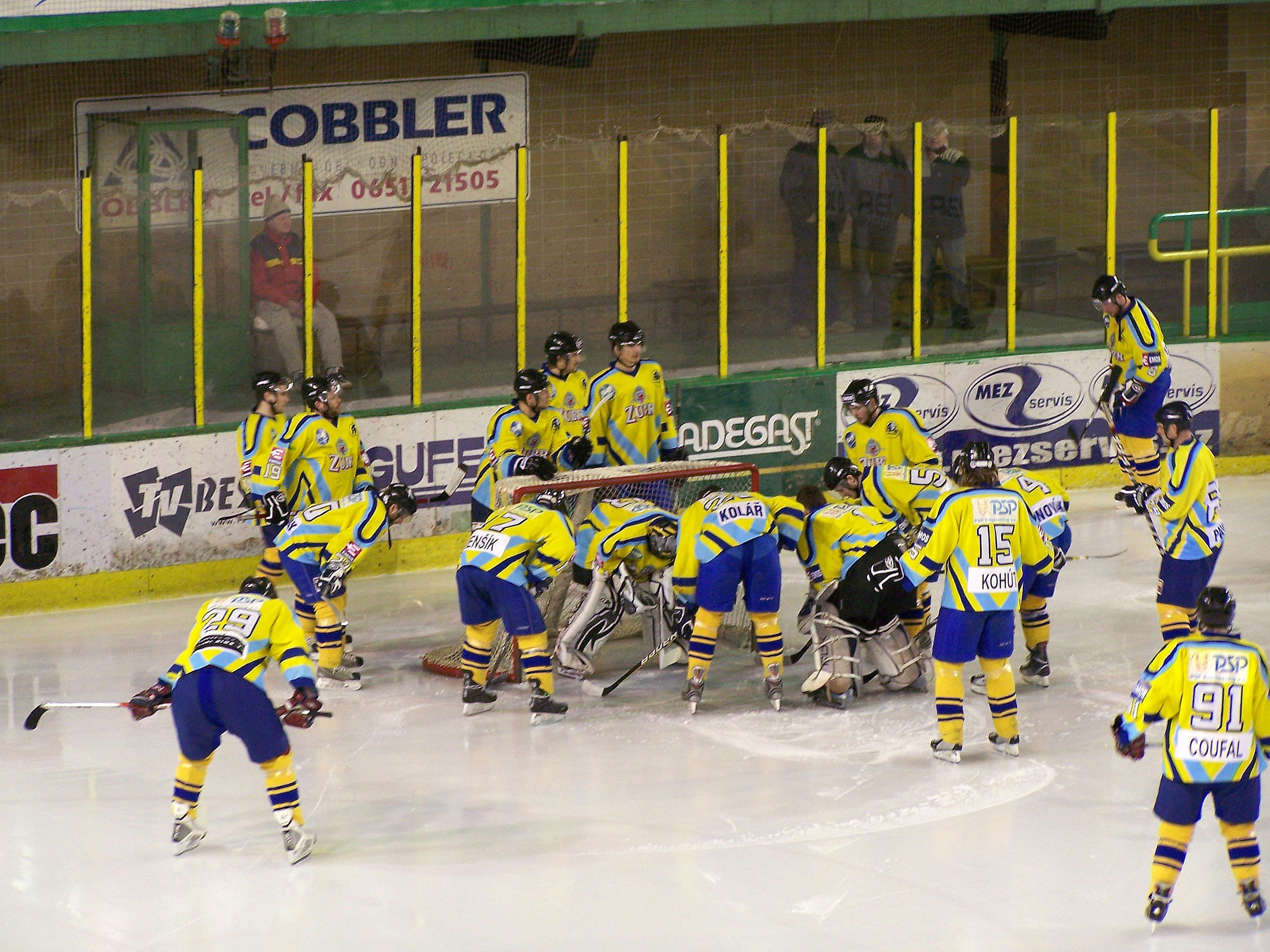
Spieler des Vereins vor einem Spiel gegen den VHK Vsetín

Der Verein wurde 1928 als Sportovní klub Přerov gegründet und spielte bis zum Anfang der 1970er Jahre in regionalen Amateur-Spielklassen, da in Přerov kein künstliches Eis zur Verfügung stand und damit die Trainingsbedingungen beeinträchtigt waren.
1971 wurde in Přerov ein Kunsteisstadion eröffnet, welches zur neuen Heimspielstätte des Vereins wurde. Am Ende der Saison 1972/73 erreichte dieser den Aufstieg aus der regionalen Spielklasse (tschechisch Krajský přebor) in die viertklassige Divize.  In der folgenden Saison gewann der in TJ Meochema Přerov umbenannte Verein seine Staffel der Divize und besiegte anschließend die TJ Slovan Hodonín in zwei Qualifikationsspielen. Damit stieg der Verein in die dritthöchste Spielklasse, die 2. Česká národní hokejová liga, auf. Wiederum drei Jahre später konnte der Verein in die zweite Spielklasse, die 1. ČNHL, aufsteigen und gewann 1982 die Meisterschaft dieser Liga. Dies berechtigte zudem zur Teilnahme an der Relegation zur 1. Liga, die jedoch mit drei Niederlagen gegen Slovan CHZJD Bratislava endete.
1993 wurde Meochema Přerov in die neue, rein tschechische zweite Spielklasse (1. Liga) eingeteilt. In der Saison 1995/96 gewann die Mannschaft ihr Halbfinale, qualifizierte sich damit für die Relegation zur Extraliga, schaffte in 12 Spielen jedoch nur einen Sieg gegen die weiteren Relegations-Teilnehmer und verblieb in der 1. Liga.
1998 stieg der HC Přerov aus der 1. in die 2. Liga ab, wo er bis 2015 spielte. Als Vorrundenerster (Ost) erreichte er das Playoff-Finale und wurde dort Meister der Staffel Ost. In der Relegation zur 1. Liga belegte der Klub den 1. Platz und schaffte damit den Aufstieg in die zweite Spielklasse.

## Erfolge
- 1982 Meister der 1. ČNHL
- 1982 Teilnahme an der Relegation zur 1. Liga
- 1996 Sieger der 1. Liga
- 1996 Teilnahme an der Relegation zur Extraliga
- 2015 Meister der Ost-Staffel der 2. národní hokejová liga und Aufstieg in die 1. Liga

## Bekannte ehemalige Spieler
- Tomáš Kundrátek
- Tomáš Martinec
- Josef Hrabal
- Miloš Říha
- Martin Zaťovič